# Werner Keus
Werner Keus (* 29. Oktober 1928) ist ein ehemaliger deutscher Fußballspieler. Als Aktiver bei Schwarz-Weiß Essen hat er von 1951 bis 1960 in der Fußball-Oberliga West 160 Ligaspiele absolviert und für ETB 37 Tore erzielt. Dazu kommen noch in vier Runden in der 2. Liga West weitere 92 Ligaspiele mit 18 Toren.

## Karriere
Mit der A-Jugend von Schwarz-Weiß Essen gewann Keus 1947 die Meisterschaft in der Britischen Zone. Ab der Runde 1948/49 bis 1959/60 gehörte er dann der 1. Mannschaft der Schwarz-Weißen an. Über die Landesliga Niederrhein (1948/49) ging er mit seinem Verein den Weg über die 2. Liga West um dann mit der Vizemeisterschaft 1950/51 und nach dem erfolgreichen Bestehen in der Relegation gegen Alemannia Aachen, SSV Wuppertal und Rot-Weiß Oberhausen, den Aufstieg in die Oberliga West zu realisieren. Am ersten Spieltag der Runde 1951/52, am 19. August 1951, debütierte Werner Keus als linker Außenläufer im damaligen WM-System an der Seite von Mittelläufer Karl-Heinz Gommans bei einem 3:2-Heimerfolg, in der Oberliga West. Dabei erzielte er in der 10. Spielminute mit dem 1:0 das erste Oberligator vom ETB. Mit 25 Ligaeinsätzen mit fünf Toren gehörte er der Stammmannschaft des Aufsteigers an und hatte seinen Anteil am Klassenerhalt. Er war von Beginn an ein Spieler mit vielen Verwendungsmöglichkeiten: Er spielte gleich gut in der Offensive wie in der Defensive, war im Wechsel Halbstürmer wie Außenläufer und sprang auch in der Sturmspitze wie in der Verteidigung ein; er war ein tatsächlicher Allrounder.
Als die Schwarz-Weißen vor der Saison 1953/54 den Spielkader unter Trainer Fritz Buchloh mit Siegfried Burkhardt, Karl-Heinz Höger, Edmond Kasperski, Adolf Knoll, Alfred Mikuda und Hubert Schieth verstärken konnten, erlebte das Eigengewächs in der Rückrunde eine ausgezeichnete Serie und SWE landete am Rundenende auf dem 6. Rang. Keus hatte dazu in 27 Rundeneinsätzen mit elf Toren einen deutlichen Beitrag geleistet. Die Hinrunde ging mit 11:19 Punkten zwar völlig daneben, aber in der Rückrunde (27:11-Punkte), insbesondere in den letzten fünf Spielen mit 10:0 Punkten gegen den VfL Bochum (7:1), Meidericher SV (3:1), Bayer Leverkusen (6:0), Alemannia Aachen (7:1) und STV Horst-Emscher (4:0), drehten die Mannen um Keus voll auf und mit der Angriffsbesetzung Hans Zerres, Keus, Kasperski, Kurt Zaro und Helmut Hasse stellten die Schwarz-Weißen mit 72 Treffern einen der torgefährlichsten Angriffsreihen in der Oberliga West. 
Dieses Niveau konnte in den nächsten Runden nicht mehr gehalten werden und SW Essen stieg sogar in der Saison 1956/57 in die 2. Liga West ab. Keus hatte wie Karl-Heinz Mozin alle 30 Ligaspiele für den ETB bestritten und dabei sechs Tore erzielt. Theo Klöckner und Heinz Steinmann glückte ein beachtliches Oberliga-Debüt und auch Alfred Mikuda, Hans Zerres, Edmond Kasperski und Hubert Schieth gehörten weiterhin zu den Leistungsträgern. Punktgleich mit dem SV Sodingen – beide Vereine wiesen 22:38 Punkte auf – wegen des drei Zehntel schlechteren Torverhältnisses mussten die Schwarz-Weißen unglücklich den Abstieg antreten.
Keus ging mit in die 2. Liga und kehrte mit der Vizemeisterschaft 1958/59 unter Trainer Willy Multhaup wieder in die Oberliga West zurück. Jetzt gehörten auch Hans Küppers, Hermann Merchel und Gerhard Süß dem Team an.
In der Oberligasaison 1959/60 konnte der langjährige Leistungsträger Werner Keus infolge Verletzungsproblemen erstmals am 11. Oktober 1959 eingreifen, er bildete beim 5:1-Heimerfolg als linker Außenläufer mit Heinz Steinmann und Edmond Kasperski die spieltragende Läuferreihe. Er hatte durch die Verletzung das Finalspiel um den westdeutschen Pokal am 8. August 1959 gegen Westfalia Herne (3:2) und das Qualifikationsspiel am 16. August für den DFB-Pokal bei Hertha BSC (6:3) verpasst. Auch am Halbfinale sowie im Endspiel des Pokals konnte er im Dezember 1959 nicht teilnehmen.
Mit einer 2:3-Heimniederlage am 17. Januar 1960 gegen den Lokalrivalen Rot-Weiss Essen beendete Keus nach insgesamt 160 Oberligaeinsätzen mit 37 Toren seine höherklassige Karriere. Die anhaltenden Verletzungsfolgen zwangen ihn und den Verein zu diesem Schritt.